# Міхал Балуцький
Мі́хал Балу́цький (пол. Michał Bałucki; * 29 вересня 1837, Краків — † 17 жовтня 1901, Краків) — польський письменник, драматург і публіцист періоду позитивізму.

## Біографічні дані
Міхал Балуцький народився в краківській сім'ї середнього класу (батько був кравець, мати походила з єврейського роду Кохманів, перейшла на католицизм і була власницею кав'ярні). Закінчивши у Кракові початкову школу імені святої Барбари й гімназію імені святої Анни, у 1857 році Міхал вступив на фізико-математичний факультет Ягеллонського університету, а 1858 року перейшов на історико-літературний факультет цього ж навчального закладу. У 1857—1864 роках брав участь у зустрічах митців, що збиралися в скульптурній майстерні Париса Філіппі в Кракові (зокрема з Юзефом Шуйським, Яном Кантим Турським, Артуром Ґроттґером, Яном Матейком і Владиславом Желенським. У той час він пробував писати літературні й публіцистичні твори, але облишив через нервову хворобу. 1859 року він побував в Італії. Одужавши, певний час працював учителем у ЧенстоховіУ 1861—1862 роках Балуцький був співредактор громадсько-культурного часопису «Niewiasta».
Балуцький не боровся в Січневому повстанні, натомість брав активну участь у діяльності конспіративних організацій у Галичині, підтримуючи організацію «червоних». У серпні — вересні 1862 року він разом із Владиславом Людвіком Анчицом редагував підпільну газету «Kosynier» / «Косинер».
За таку діяльність провів рік в австрійській в'язниці (заарештований наприкінці 1863-го через донос). У 1865—1866 роках він жив у Варшаві, після чого знову переїхав до Кракова. Разом із Альфредом Щепанським у 1867—1868 роках був співредактор тижневика для жінок «Kalina». З 1869 по 1873 рік у часописі «Kraj» Міхал Балуцький провадив щотижневу колонку «Tygodnik krakowski». 1876 року одружився з краківською актрисою Кароліною (Калікстою) Цвіклінською (Karolina Ćwiklińska). Овдовівши у 1877-му, оженився у 1879 з Евфемією Сливинською (Eufemia Śliwińska). Мав із нею двоє дітей.
З 1880-х років діяв у таборі демократів, виступав проти клерикалізму й проавстрійського лоялізму галицьких політиків.
1885 року Балуцький став першим головою краківського осередку Польського гімнастичного товариства «Sokół».
Наприкінці життя Балуцький вів полеміку з учасниками руху «Молода Польща». Особливо агресивно його критикував Люціян Ридель. Ці публікації в краківській газеті «Czas» / «Час» впливали як на матеріальне становище, так і на психіку Балуцького. Зрештою письменника бойкотували навіть актори під час прем'єри однієї з його п'єс. Важко переживаючи невдачі своїх останніх творів, пригноблений від діагностованого неврозу, Міхал Балуцький наклав на себе руки, вистріливши з пістолета в скроню. Це сталося ввечері 17 жовтня перед входом до краківського парку імені Генрика Йордана. Його поховали у дільниці Bc Раковицького цвинтаря, без релігійної відправи. У справі згоди на церковний похоронний обряд втрутилися, зокрема, маршалок Анджей Казімєж Потоцький і таємний радник Антоній Водзіцький, але кардинал Ян Пузина виступив категорично проти, чим викликав обурення широкої громадськості Кракова. Незабаром після трагічної смерті письменника городяни вирішили поставити йому пам'ятник. Швидко зібрано кошти й поставлено бюст Міхала Балуцького. Автором скульптури став Тадеуш Блотницький. Спочатку планувалося встановити пам'ятник на площі перед театром імені Юліуша Словацького, але впливові консервативні кола заперечували проти цього місця. Нарешті пам'ятник поставили за театром. Відкриття відбулося в 1911 році, на десяті роковини смерті Міхала Балуцького.

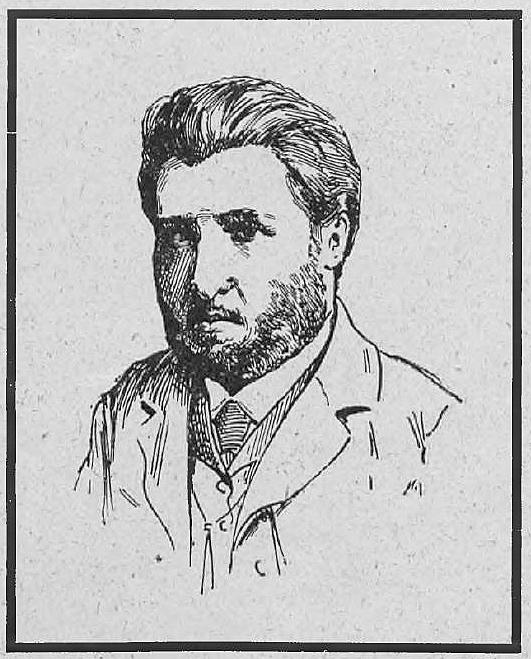
Портрет Міхала Балуцького.

## Творчість
Міхал Балуцький належав до угруповання так званих передбуремників (пол. przedburzowcy) — письменників, що дебютували перед Січневим повстанням у Польщі, на переломі пізнього романтизму і позитивізму. Відкинувши романтичну й месіаністську риторику стосовно народних повстань, ці літератори сподівалися на переломну зміну історії.
Став відомим передусім завдяки своїм п'єсам. Як позитивіст, він гостро виступав у численних статтях проти модернізму й декадентства. На початку 1890-х численні критики стали однобічно трактувати Балуцького як пропагандиста «балуччини» / «bałuczczyzny», тобто прихильника ідеології міщанства. Модерністи розглядали його творчість як зразок філістерства, апологію міщанського життя. Такі погляди поділяли літературознавці часів ПНР.
Міхал Балуцький здобув кілька премій на краківських конкурсах драматичних творів і премію газети «Kurier Warszawski».
Твори письменника перекладено англійською, есперанто, німецькою, російською, словацькою, чеською і українською мовами.

### Поезія
У багатьох дослідженнях подано, що літературний дебют Балуцького відбувся 1861 року — віршами на народні мотиви. Згідно з іншими дослідженнями, це сталося 1860 року — на шпальтах часопису «Gwiazdka Cieszyńska», віршами «Do ojca» (1860, № 16) і «Niedzielna pieśń pastuchy» (1860, № 26). У цьому ж виданні Балуцький також опублікував поему «Góral» (1860, № 42) і вірш «Dziewczyna spod lasu» (1860, орієнтовно № 22 — 25). Датою дебюту також подають 1859 рік, коли Балуцький опублікувався в журналі «Dziennik Literacki».
1864 року Міхал Балуцький, перебуваючи в тюрмі й під впливом почутої від в'язня-горянина розповіді про свою долю, написав вірша «Dla chleba» / «Для хліба», якого поклав на музику Владислав Желенський. Цей твір став народною піснею під назвою «Góralu, czy ci nie żal» / «Горянине, чи не жаль тобі». 1872 і 1888 року в Кракові вийшли дві поетичні збірки Балуцького.

### Проза
На перші повісті «Przebudzeni» (1864) / «Пробуджені» та «Młodzi i starzy» (1866) / «Молоді і старі» Міхала Балуцького надихнули випадки часів Січневого повстання. Ці твори, а також «Życie wśród ruin» (1870) / «Життя серед руїн» написано в дусі демократично-революційного радикалізму.
У 70-х роках дев'ятнадцятого століття письменник став одним із головних пропагандистів позитивізму в Галичині, пишучи тенденційні твори. У них доволі схематично показано і позитивних, і негативних героїв, переважно вихідців із міщанства. У цих повістях і романах відбито соціальну та ідеологічну програму автора. Роман «Z obozu do obozu» (1874) описав поразку чесного діяча, що заплутався в павутині інтриг краківського середовища. У повісті «Błyszczące nędze» / «Блискучі злидні» (1870) представлено критичну картину аристократів і поміщиків. Головними позитивними героями цих творів ставали або представники інтелігенції (наприклад, адвокат у «Блискучих злиднях»), або ремісники («Byle wyżej» / «Аби вище», 1875). У повісті «Żydówka» / «Єврейка» (1870) автор засудив антисемітизм.
Згодом у творчості Балуцького наголос змістився з пропагування позитивістської програми на критику тодішньої дійсності. Світ зображено переповненим злочинами, капіталістичною експлуатацією, соціалістами-демагогами («250 000», 1882; «W żydowskich rękach» / «В єврейських руках», 1884; «Przeklęte pieniądze» / «Прокляті гроші», 1899). В останніх творах автор виступав проти декадентства («Pamiętnik Munia» / «Щоденник Муня», 1899).
Утопічною вірою в суспільно корисну «працю біля основ» (так звана теорія малих діл) пройняті повісті «Блискучі злидні» (1870), «За клапоть землі» (1872), «Аби вище» (1875).
Інший аспект творчості — це соціально-політична сатира. У «Двох візитах його світлості» (1883) показано перетворення колишніх патріотів у роялістів. По-гротескному зображено галицьку дрібну буржуазію з її комплексом неповноцінності у ставленні до знаті, зі снобізмом, з намаганням жити понад можливості («Пан бургомістр Піпідівки», 1887). Цим типажам письменник протиставляв порядність і працьовитість нижчих верств — ремісників, слуг, дрібних торговців, зображаючи їх із симпатією та гумором («Краківські типи і образки», 1881; «Оповідання і образки», 1885).

### Драматургія

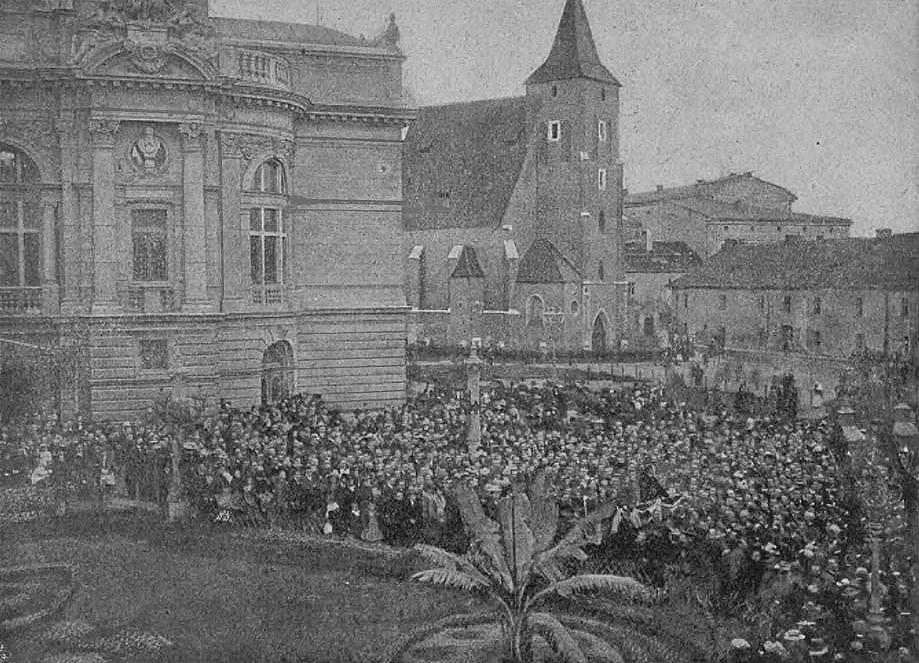
Похорон Міхала Балуцького. Краків, 20 жовтня 1901 року.

Більшість п'єс Міхала Балуцького балансують на грані між комедією та фарсом і розвивають традицію Александра Фредра. Дія відбувається переважно в середовищі міщанства (торговці, власники будинків, урядовці), рідше — в середовищі шляхти. Галицьке міщанство він зображав сатирично, хоч і з домішкою сентиментальності.
У ранніх драматичних творах автор висміював погоню за титулами й посадами, надмірне честолюбство, снобізм, вислуговування перед шляхтичами й державними чиновниками, хлопоманію («Полювання на чоловіка», 1865; «Радники пана радника», 1867; «Працьовиті нероби», 1871; «Комедія з освітою», 1876; «Родичі», 1879; «Сусіди», 1880).
Найпопулярнішими й найчастіш інсценізованими стали комедії з середнього періоду творчості — 1880-х років. У «Великих шишках» (1881) показано літніх чоловіків, що надмірно покладаються на свою привабливість як женихів. «Відкритий дім» (1883) — це історія про пригоди гостей і господарів на вечірці з танцями. У «Клубі парубків» (1890) йдеться про заходи жінок як відповідь на парубоцькі замашки чоловіків.
У п'єсах пізнішого періоду драматург висміював деморалізованих журналістів («Новий журнал», 1887) і декадентів («Швачки», 1897). По-комедійному він висвітлив жіночу емансипацію («Емансипантки», 1873; «Справа жінок», 1896).
Багато сюжетів комедій Міхала Балуцького ґрунтуються на маловажливих справах, легко вирішуваних непорозуміннях, малоймовірних подіях. Комізм персонажів поставав від розбіжності між їхнім словом і ділом, між їхньою надмірною самоповагою і думкою оточення про них. Творам характерний вербальний і ситуаційний гумор. Герої ранніх комедій були схематичні, а в пізніших творах вони набирають індивідуальних рис.
1884 року комедію «Гуски і гусочки» (1882) поставлено на сцені Руського народного театру у Львові.

### Публіцистика
Публіцистиці Міхала Балуцького притаманні ідеологічні мотиви, подібні до тих, які він розвивав у прозі. У рубриці «Tygodnik krakowski» автор критикував соціальну незрілість міщанства та шляхти, пасивність, брак громадянської мужності, догоджання державним чиновникам, консерватизм і клерикалізм.

## Твори

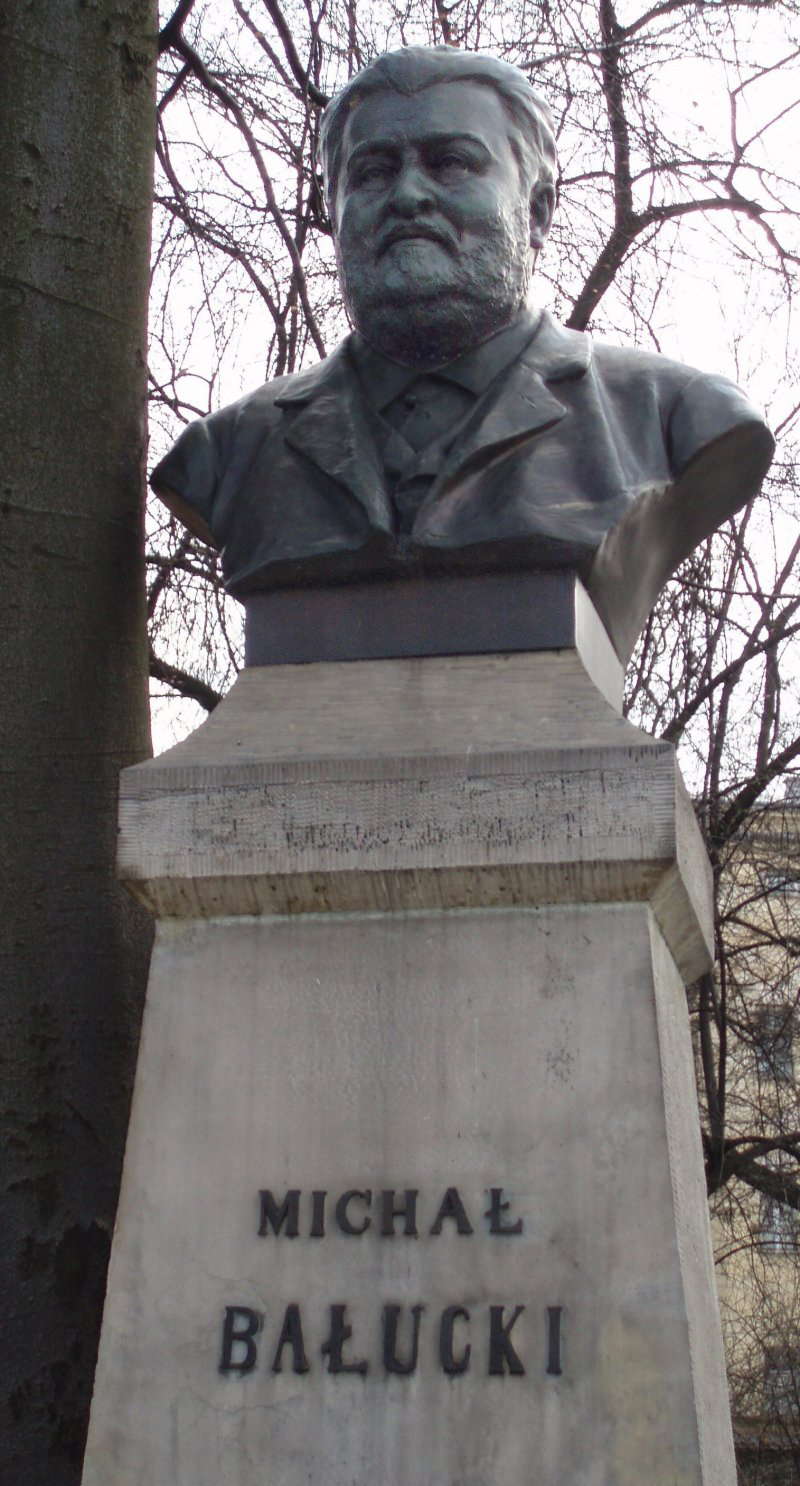
Пам'ятник Міхалові Балуцькому. Планти, Краків.

### Повісті й романи
- 1864 Przebudzeni — «Пробуджені»
- 1866 Młodzi i starzy — «Молоді і старі»
- 1869 Trzy szkice powieściowe z r. 1863 — «Три оповідні замальовки з 1863 року»
- 1870 Życie wśród ruin — «Життя серед руїн»
- 1870 Błyszczące nędze — «Блискучі злидні»
- 1870 Tajemnice Krakowa — «Таємниці Кракова»
- 1870 Żydówka — «Єврейка»
- 1871 Romans bez miłości i miłość bez romansu — «Роман без кохання і кохання без роману»
- 1872 O kawał ziemi — «За клапоть землі»
- 1872 Siostrzenica księdza proboszcza — «Ксьондзова небога»
- 1873 Sabina — «Сабіна»
- 1873 Polowanie na żonę — «Полювання на дружину»
- 1874 Z obozu do obozu — «З табору до табору»
- 1875 Byle wyżej — «Аби вище»
- 1875 Biały murzyn — «Білий негр»
- 1877 Album kandydatek do stanu małżeńskiego — «Альбом кандидаток на заміжжя»
- 1879 Za winy niepopełnione — «За не скоєні злочини»
- 1881 Typy i obrazki krakowskie — «Краківські типи і образки»
- 1881 Pańskie dziady — «Панські жебраки»
- 1883 Dwie wizyty jego ekscelencji — «Два візити його світлості»
- 1882 250 000 — «250 000»
- 1883 Góral na dolinach — «Горянин у долинах»
- 1884 W żydowskich rękach — «У єврейських руках»
- 1887 Pan burmistrz z Pipidówki — «Пан бургомістр із Піпідівки»
- 1888 Całe życie głupi — «Усе життя дурні»
- 1889 Grześ niepiśmienny — «Неписьменний Ґжесь»
- 1891 Z mętów społecznych — «З дна суспільства»
- 1891 Panna Walerja — «Панна Валерія»
- 1891 Garbuska — «Горбунка»
- 1896 Wiś i Dziunia — «Вісь і Дзюня»
- 1898 Zamki na lodzie — «Замки на льоді»
- 1899 Pamiętnik Munia — «Щоденник Муня»
- 1899 Przeklęte pieniądze — «Прокляті гроші» (оповідання)
- Po burzy — «Після бурі»
- Męczennica — «Мучениця»
- Hermanowe grzechy i kłopoty — «Германові гріхи і клопоти»

### П'єси
- 1865 Polowanie na męża — «Полювання на чоловіка»
- 1867 Radcy pana radcy — «Радники пана радника»
- 1871 Pracowici próżniacy — «Працьовиті нероби»
- 1873 Emancypowane — «Емансипантки»
- 1875 Komedia z oświatą — «Комедія з освітою»
- 1876 Pozłacana młodzież — «Позолочена молодь»
- 1876 Rodzina Dylskich — «Родина Дильських»
- 1876 Teatr amatorski — «Любительський театр»
- 1877 Po śmierci cioci — «Після тітоньчиної смерті»
- 1879 Krewniaki — «Родичі»
- 1880 Sąsiedzi — «Сусіди»
- 1881 Grube ryby — «Великі шишки»
- 1882 Gęsi i gąski — «Гуски і гусочки»
- 1883 Zakładam dziennik — «Засновую журнал»
- 1883 Dom otwarty — «Відкритий дім»
- 1885 Nowele i obrazki — «Оповідання і образки»
- 1887 Nowy dziennik — «Новий журнал»
- 1888 O Józię — «За Юзю»
- 1889 Ciężkie czasy — «Важкі часи»
- 1890 Klub kawalerów — «Клуб парубків»
- 1890 Bilecik miłosny — «Любовна карточка»
- 1892 Flirt — «Флірт»
- 1893 Kiliński — «Кілінський»
- 1896 Sprawa kobiet — «Справа жінок»
- 1897 Szwaczki — «Швачки»
- 1898 Wędrowna muza — «Мандрівна муза»
- 1900 Blagierzy — «Хвальки»
- 1921 Ciepła wdówka — «Тепла вдовичка»
- Bajki — «Казки» (комедія у трьох діях, рукопис [Архівовано 8 лютого 2015 у Wayback Machine.])
- Niewolnice z Pipidówki — «Невільниці з Піпідівки»
- Piękna żonka — «Вродлива жінка»
- Drużba — «Дружба»
- Na łonie natury — «На лоні природи»
- Po teatrze — «Після театру»
- Kuzynek — «Братанич»

### Літературно-критичні праці
- 1867 Kobiety dramatów Słowackiego — «Жінки у драмах Словацького»
- О literaturze polskiej — «Про польську літературу»
- Kilka słów o baranach historycznych i dzisiejszych — «Кілька слів про історичних і нинішніх баранів»

### Інше
- Ziemowit, książę mazowiecki — «Земовіт, мазовецький князь» (поема)
- 1864 Dla chleba (пісня Góralu, czy ci nie żal)
- 1874 Poezye Michała Bałuckiego — «Поезії Міхала Балуцького»
- 1875 Zaklęte pieniądze — «Закляті гроші» (оповідання)
- 1885 Ostatnia stawka — «Остання ставка» (новела)
- 1887 Poezye — «Поезії»
- 1887 Nowelle — «Новели»
- 1888 Doróżkarz — «Візник» (оповідання)
- 1889 Nowelle — «Новели»
- 1901 Prosto z pensyi — «Просто з пансіону» (оповідання)
- 1921 Latawica — «Непосида» (оповідання)

### Переклади
Балуцький перекладав твори німецьких поетів Гайнріха Гайне і Людвіґа Уланда.
- Heinrich Heine:
  - Napis na książce
  - Dlaczego róż blade kielichy…
  - Na pierś mą daj rękę…
  - Śniłem, że księżyc stał zadumany…
  - Niektórzy modlą się do Madonny…
  - W śnie kochankę’m ujrzał dawną…
  - Już nad górami słońce powstaje…
  - Na górze Brocken
  - Wśród nagich skał świerk stoi…
  - Do mojéj matki
  - Donna Klara
  - Pielgrzymka do Kewlar
- Ludwig Uhland:
  - Postanowienie
  - Mnich i pasterz
  - Niedzielna pieśń pastuszka

## Екранізації
- 1938 Za winy niepopełnione, режисер Еугеніуш Бодо
- 1939 Biały Murzyn, режисер Леонард Бучковський
- 1962 Klub kawalerów, режисер Єжи Зажицький
- 1980 Dom otwarty (I серія Z biegiem lat, z biegiem dni…, режисери Едвард Клосінський і Анджей Вайда

## Українські переклади
Українською мовою окремі твори Балуцького переклав Лев Турбацький.
- «Злодійська амбіція». — «Народна часопись», 1891, № 177
- «Декадент». — «Буковина», 1898, № 20 — 23

## Зовнішні зв'язки
- Твори Міхала Балуцького в оригіналі і в німецькому та чеському перекладах. Сайт Polona.pl [Архівовано 16 червня 2018 у Wayback Machine.]
- Utwory Michała Bałuckiego w serwisie eLektury [Архівовано 8 лютого 2015 у Wayback Machine.]
- Michał Bałucki. Сайт «Wolne Lektury» [Архівовано 8 лютого 2015 у Wayback Machine.]
- Michał Bałucki. Сайт «Poezja.org» [Архівовано 4 вересня 2022 у Wayback Machine.]
- Балуцкий, Михаил. Энциклопедический словарь Брокгауза и Ефрона
- Bałucki Michał. Encyklopedia Krakowa [Архівовано 12 вересня 2016 у Wayback Machine.]
- Marek Adamiec. Michał BAŁUCKI. Сайт WIRTUALNA BIBLIOTEKA LITERATURY POLSKIEJ [Архівовано 25 січня 2021 у Wayback Machine.]

## Нагороди
- 1871 — друга премія на краківському конкурсі драматичних творів за п'єсу «Працьовиті нероби»
- 1873 — третя премія на краківському конкурсі драматичних творів за п'єсу «Емансипантки»
- 1886 — перша премія на краківському конкурсі драматичних творів за п'єсу «Родичі»
- 1892 — премія на конкурсі драматичних творів від газети «Kurier Warszawski» за п'єсу «Флірт»

## Пошанування
- 1911 року в Кракові відкрито пам'ятник Міхалові Балуцькому.
- Іменем Міхала Балуцького названо вулиці в Кракові, Варшаві, Тихи, Вроцлаві та Явожно.